# Pietro Marincola
Pietro Marincola (Pizzo Calabro, 2 aprile 1884 – Lanciano, 2 novembre 1972) è stato un direttore di banda e compositore italiano.

## Biografia
Conseguito il Diploma di composizione e strumentazione per orchestra di fiati presso il Conservatorio di San Pietro a Majella di Napoli con i maestri Nicola D'Arienzo, Raffaele Caravaglios e Giuseppe Martucci, ha avuto una lunga carriera di direttore presso storici complessi bandistici.
Ha diretto la Banda Città di Paternò (1914), la Banda dell'Istituto Carlo III di Napoli, la Banda di Baucina, la Banda Musicale di Acquaviva delle Fonti (1919-1921), l'Orchestra di Fiati "Giuseppe Chielli" Città di Noci (1921-1925), la Banda musicale Associazione "Amici del Maio" di Baiano (1928), la Banda musicale Città di Conversano (1929-1932) (a cui succedette Giovanni Orsomando), l'Associazione Banda di Castellana Grotte (1936), l'Orchestra di Fiati "Fedele Fenaroli" Città di Lanciano (1938, 1951-1958), la Banda di Gessopalena (1945-1946), la Banda di Casalincontrada (1946-1947), l'Orchestra di Fiati Città di Santeramo in Colle (1948), Banda di Atri (1949-1950), e la Banda Musicale di Silvi (1952). È stato anche direttore dell'orchestre sinfoniche della Città di Chieti e di Lanciano.